# شدیاک
شدیاک (به انگلیسی: Shediac) یک منطقهٔ مسکونی در کانادا است که در وست‌مورلند، نیوبرانزویک واقع شده‌است. شدیاک ۵۳٫۹۵ کیلومتر مربع مساحت و ۶٬۶۶۴ نفر جمعیت دارد و ۳۳ متر بالاتر از سطح دریا واقع شده‌است.